# Oliveto (Sabbioncello)
Oliveto, Maslinovaz o Masnovaz (in croato Maslinovac) è un isolotto della Dalmazia meridionale, in Croazia, adiacente alla penisola di Sabbioncello. Amministrativamente appartiene al comune della città di Stagno, nella regione raguseo-narentana.
Oliveto fa parte del gruppo di isolotti chiamati scogli di Briesta, dal nome del villaggio (Brijesta) che si trova a sud-est nella valle omonima.

## Geografia
Oliveto si trova sul lato nord-est della penisola di Sabbioncello, nell'ampia baia di Bratcovizza chiamata anche mar Piccolo (Malo More) che è racchiusa tra punta Rat (rt Rat), detta anche punta della Madonna, e punta Blazza (rt Blaca o Blace). L'isolotto è situato a nord-ovest di valle Brista o Briesta (uvala Brijesta), una valle interna della baia di Bratcovizza; si trova a nord di valle Blaso o Stignivaz (uvala Stinjevac) e 790 m a est di punta Sagodista (Jagodište). 
Oliveto ha una forma arrotondata, una superficie di 0,049 km², uno sviluppo costiero di 0,82 km e un'altezza di 30 m.

### Isole adiacenti
- Dubovaz (Dubovac), a nord-ovest.
- Lovoricovaz[13], Lovucovaz[4] o Zavoriscovaz[5][6] (Lovorikovac), a nord-ovest, a circa 580 m[2]; ha una superficie di 0,061 km²[1], lo sviluppo costiero è di 1,08 km[1], l'altezza di 21,9 m[2] 42°55′41″N 17°29′06″E.
- Pucegna[14], Pucegnac'[5][6] o Pucegnak[4] (Pučenjak), isolotto arrotondato 860 m[2] a nord-nord-est; ha una superficie di 0,033 km²[1], lo sviluppo costiero è di 0,67 km[1], l'altezza di 25 m[2] 42°55′13″N 17°29′29″E.
- Taian (Tajan), a est.
- Gubbovaz[15] (Gubavac), scoglio a sud, davanti a valle Blaso; ha un'area di 3476 m²[7], una costa lunga 217 m[7]  e un'altezza di 11,1 m[2] 42°54′52″N 17°29′30″E.

### Cartografia
- (HR) Mappa topografica della Croazia 1:25000, su preglednik.arkod.hr. URL consultato il 20 ottobre 2017.
- G. Giani, Carta prospettiva delle Comuni censuarie della Dalmazia, foglio 12, 1839. Fondo Miscellanea cartografica catastale, Archivio di Stato di Trieste.
- Carta di cabottaggio del mare Adriatico, foglio XI, Milano, Istituto geografico militare, 1822-1824. URL consultato il 2 agosto 2020 (archiviato dall'url originale il 13 aprile 2013).